# Elysium (Stratovarius)
Elysium è il tredicesimo album studio degli Stratovarius, pubblicato il 12 gennaio 2011 dalla Edel Music. Il disco è entrato subito alla prima posizione della classifica degli album più venduti in Finlandia nel gennaio 2011.

## Tracce
1. Darkest hours – 4:11
2. Under flaming skies – 3:52
3. Infernal maze – 5:33
4. Fairness justified – 4:21
5. The game never ends – 3:54
6. Lifetime in a moment – 6:39
7. Move the mountain – 5:34
8. Event horizon – 4:24
9. Elysium – 18:07

## Classifiche
| Classifica (2011) | Posizione |
| ----------------- | --------- |
| Finlandia         | 1         |

## Formazione
- Timo Kotipelto - voce
- Matias Kupiainen - chitarra elettrica
- Jens Johansson - tastiere
- Jörg Michael - batteria
- Lauri Porra - basso